# Station Moorgate
Moorgate is een station van National Rail en de metro van Londen aan de Circle Line, Hammersmith & City Line, Metropolitan Line en de Northern Line. Het metrostation, dat in 1865 is geopend, ligt vlak bij Guildhall.

## Geschiedenis

### 1861-1893
Het station werd geopend als Moorgate Street door de Metropolitan Railway als de eerste verlenging naar het oosten van haar oorspronkelijke eindpunt Farringdon. In 1861, twee jaar voor de opening het eerste deel, had het parlement goedkeuring gegeven aan de bouw van station Moorgate dat werd voltooid op 23 december 1865. De toename van het verkeer bij andere bedrijven, waaronder het goederenvervoer van de Great Northern Railway, leidde tot een spoorverdubbeling naar vier sporen tussen King's Cross St. Pancras en Moorgate. 
De twee extra sporen kregen de naam City Widened Lines die vlak ten noorden van Farringdon het oorspronkelijke metrotraject kruisen via de, 4,9 m lager gelegen, Clerkenwelltunnel. De extra sporen werden op 1 juli 1866 geopend tussen Moorgate en Farringdon, het deel tot King's Cross, waaronder de Clerckenwelltunnel, volgde op 17 februari 1868. De voorstadsdiensten van de Midland Railway reden via Kentish Town en die van de Great Northern Railway reden via King's Cross door tot Moorgate via de City Widened Lines. In 1874 beschreef de directeur van de Metropolitan, Edward Watkin, Moorgate Street als "uw geweldige eindpunt" en beval aan dat er een hotel met 100 kamersbovenop het station zou worden gebouwd. In 1875 werd de lijn verder naar het oosten doorgetrokken richting Liverpool Street.

### 1893-1948
In 1893 kreeg de City &South London Railway (C&SLR) toestemming om haar lijn onder de binnestad door te trekken naar Euston. Deze verlenging werd in drie stappen gerealiseerd waarvan de eerste op 25 februari 1900 werd geopend met Moorgate als noordelijk eindpunt, de tweede tot Angel volgde op 17 november 1901. De Great Northern & City Railway (GN&CR) bouwde enkele jaren later twee grootprofiel (4,9 meter) tunnels boven de C&SLR met als doel een aftakking van de Great Northern Railway (GNR) naar het centrum te realiseren. GNR voelde echter weinig voor elektrificatie zodat bij Finsbury Park, de beoogde aftakking, de sporen ondergronds kwamen en de lijn vanaf de opening op 14 februari 1904 jarenlang een eilandbedrijf was. De lijn was de eerste die over de hele lengte automatische signalering gebruikte met lichtseinen. Hoewel het een populaire route was, raakte het in verval nadat de Metropolitan Railway de route op 1 juli 1913 had gekocht. Bijgevolg kwamen de geplande doorgaande diensten naar de hoofdlijn van de Great Northern Railway pas in 1976 nadat de lijn door British rail was overgenomen. De verdere verlenging naar het zuiden tot Lothbury kwam er evenmin zodat wat betreft de GN&CR sprake was van een kopstation.
De C&SLR verwisselde in 1913 eveneens van eigenaar. De Underground Electric Railways Company of London Limited (UERL) kocht de C&SLR als aanvulling op haar tube-net, doorgaande diensten zaten er echter niet in omdat de C&SLR smallere tunnels had (3,20 m) dan het standaardprofiel van Yerkes (3,56 m). UERL wilde dan ook de tunnels van de C&SLR ombouwen tot standaard afmetingen maar de Eerste Wereldoorlog verhinderde dit. Na afloop van de oorlog werden de plannen weer opgepakt en op 8 augustus 1922 werd de lijn tussen Moorgate en Euston gesloten voor de ombouw die op 20 april 1924 was afgerond. De dienst ten zuiden van Moorgate bleef tijdens de ombouw in stand terwijl 's nachts aan de ombouw werd gewerkt. Op 28 november 1923 werd de dienst alsnog gestaakt nadat bij Newington Causeway een tunneldeel was ingestort. Op 24 oktober 1924 werd het station kortweg Moorgate genoemd en vanaf 1 december 1924 reden de metro's ook weer ten zuiden van Moorgate.
In 1933 werden zowel de UERL als de Metroploitan Railway ondergebracht in London Transport dat de lijnen de uniforme uitgang Line gaf. De C&SLR werd zodoende Morden Edgware Line en de GN&CR Northern City Line. In 1937 werd de Morden Edgware Line omgedoopt in Northern Line als verwijzing naar het Northern Heigths project dat door de lijn zou worden bediend. Hierbij werd ook de Northern City Line als onderdeel van de Northern Line gepresenteerd.

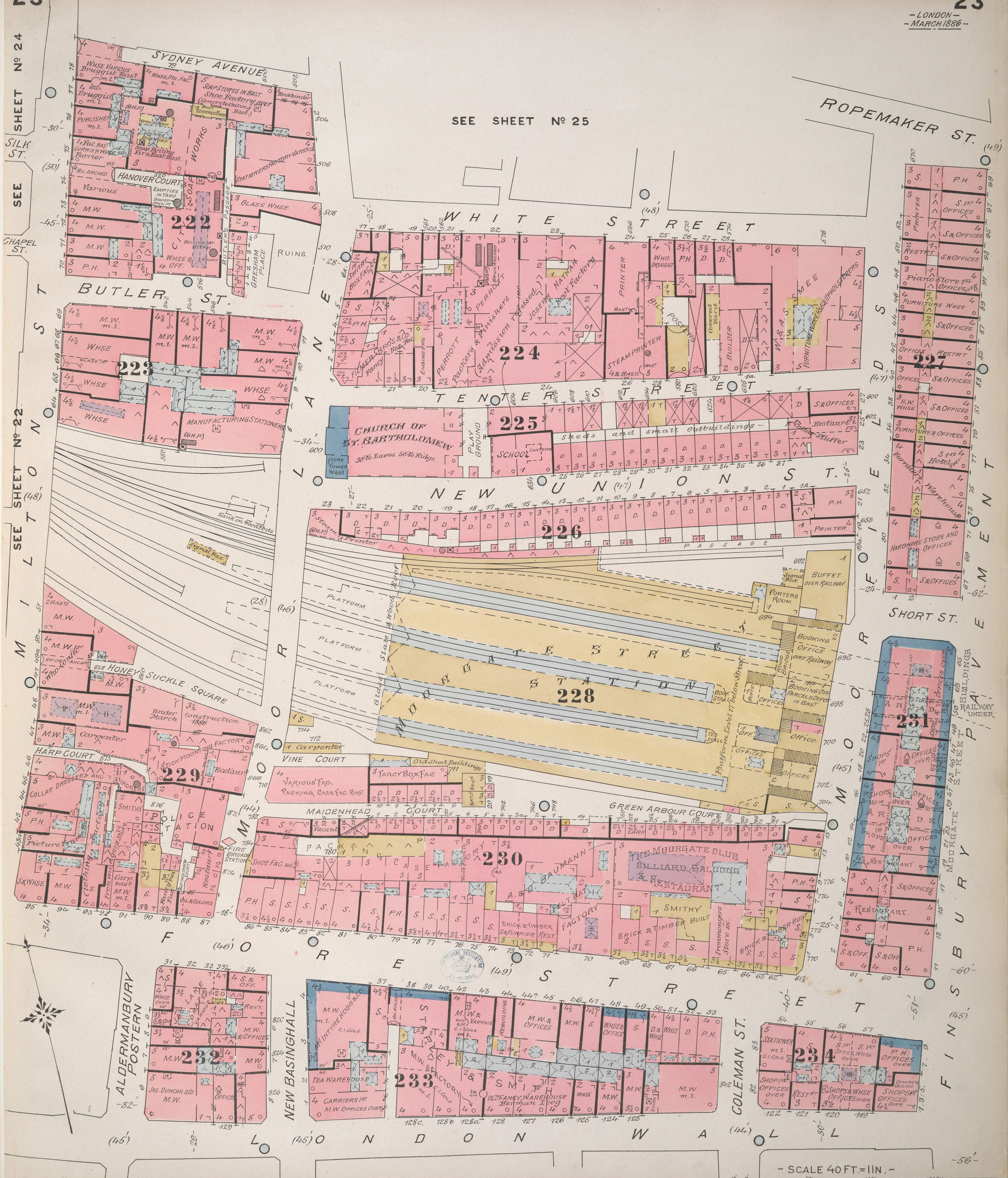
De plattegrond uit 1886.
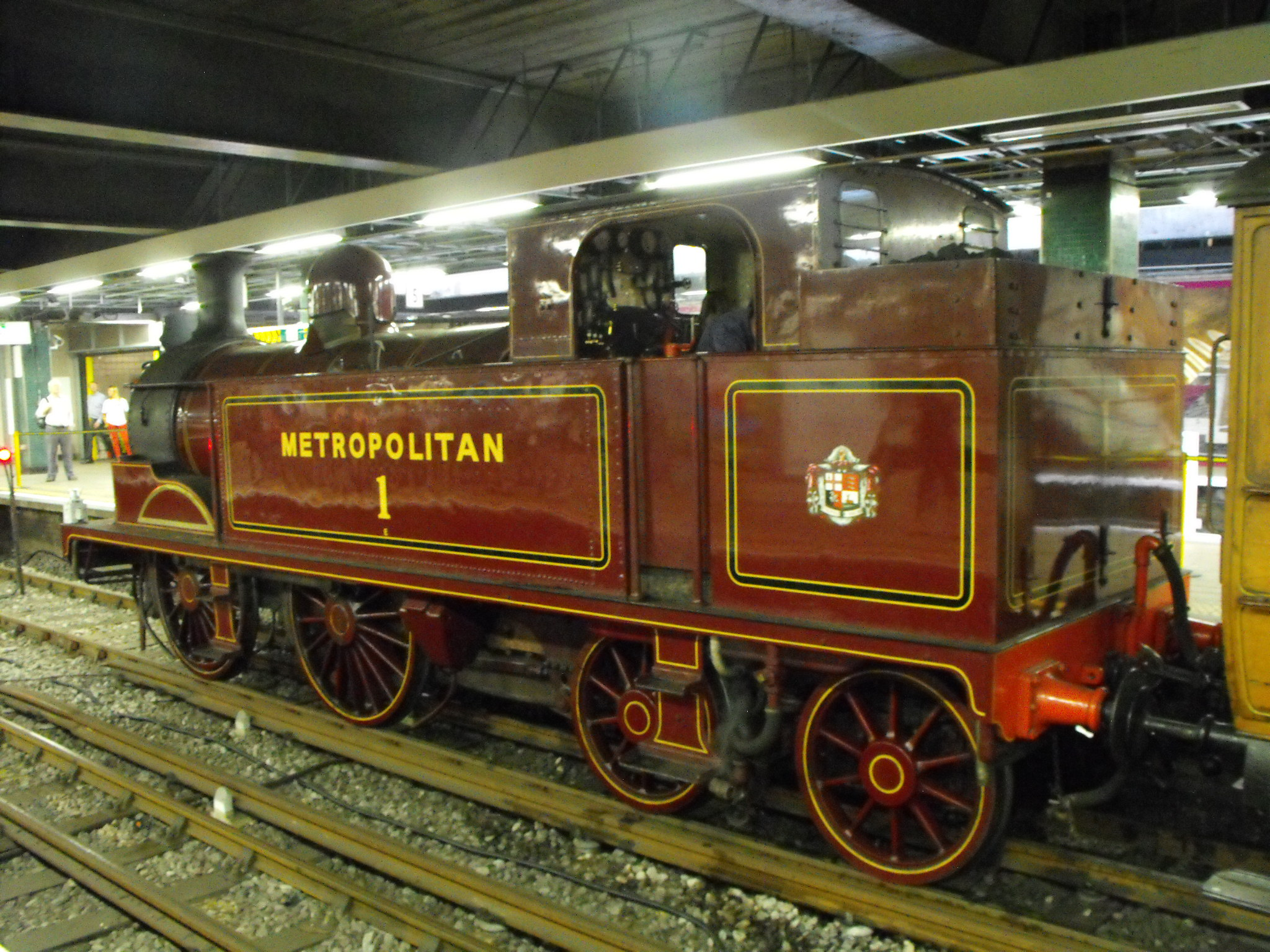
Stoommetro op de Metropoltan Line tijdens een herdenkingsrit.
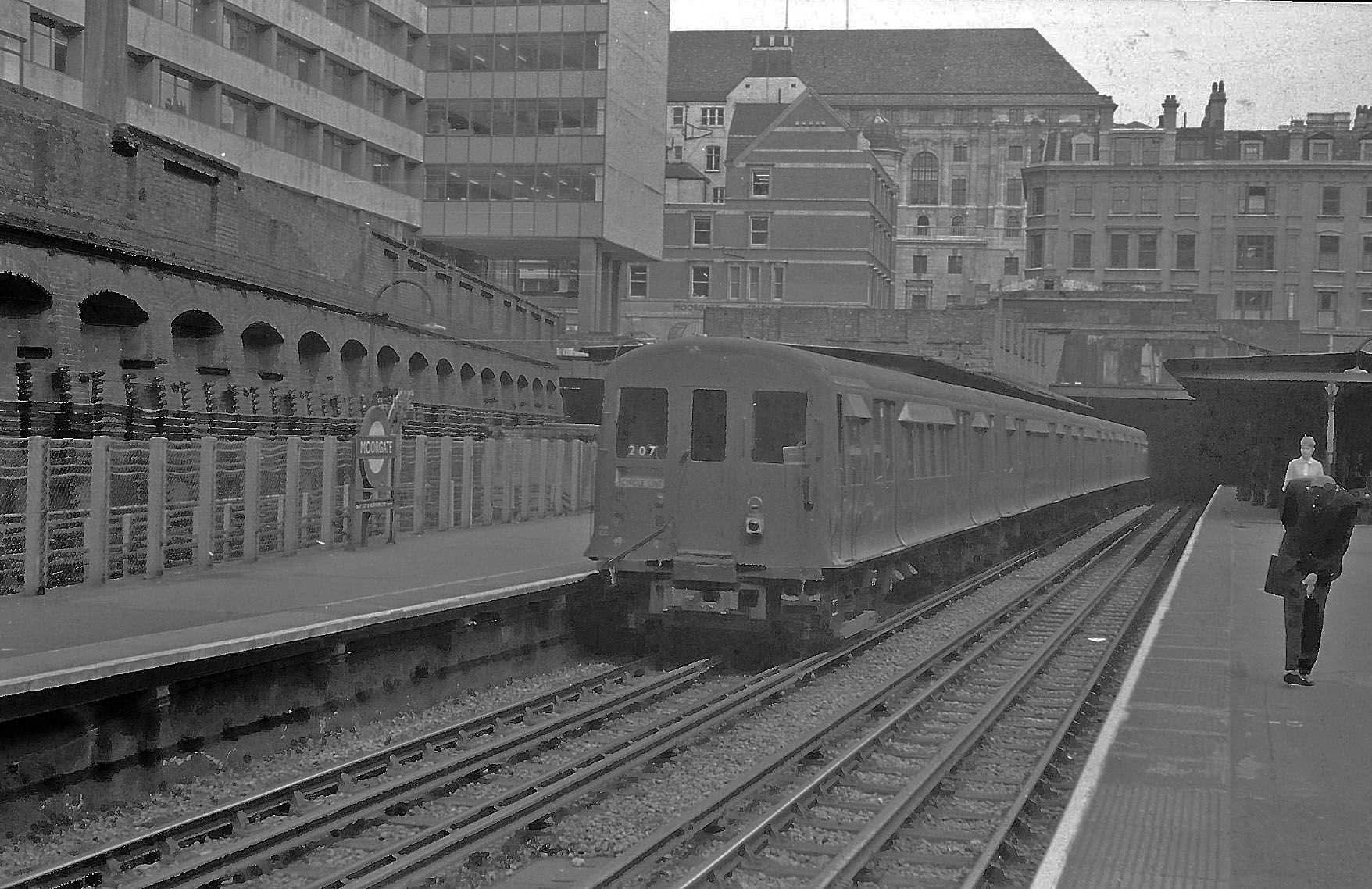
De metroperrons in 1969 voor de overkluizing.

### Vanaf 1948
In 1948 werden de Britse spoorwegen genationaliseerd in British Rail, die daarmee ook de voorstadsdiensten met stoomtractie op de City Widened Lines overnam. Op 6 juni 1971 vond een afscheidsrit plaats van Moorgate naar Neasden met een 0-6-0 tenderlocomotief. De stoomtreinen werden vervangen door dieseltreinstellen van Cravens en getrokken treinen met Class 31 van British Rail. In 1976 volgde de vervanging door elektrische treinstellen van de Class 313. 
Station Moorgate werd in de jaren zestig volledig gemoderniseerd op perron- en straatniveau en het kopstation van de Widened lines werd uitgebreid tot zes sporen. Door de herschikking van de perrons kon ongeveer 460 m van de lijn naar Barbican worden rechtgetrokken en naar het zuiden worden verschoven om ruimte te maken voor de bouw van het Barbican Estate.
De Northern City Line werd op 5 oktober 1964 ten noorden van Drayton Park gesloten om plaats te maken voor de Victoria Line die de perrons bij Finsbury Park overnam. De dienst werd daardoor teruggebracht tot een pendeldienst tussen Drayton Park en Moorgate waarbij vanaf 1 september 1968 bij Highbury & Islington op de Victoria Line kon worden overgestapt. In 1975 werd, in het kader van de elektrificatie van de Great Northern Lines, de lijn overgenomen door British Rail. Tussen 4 oktober 1975 en 16 augustus 1976 werden de sporen ten noorden van Drayton Park alsnog bovengronds aangesloten op het landelijke spoorwegnet en op 8 november 1976 werden ook de perrons van de Northern City Line bij Moorgate onderdeel van het landelijke spoorwegnet. De voorstadsdiensten uit het noorden via Finsbury Park reden niet langer over de Widened Lines maar via de tunnels. De City Widened Lines werden omgedoopt tot Moorgate Line toen de bovengrondse elektrificatie in 1982 gereed was. Hierdoor kon de Midland City Line-dienst van Bedford via de Midland Main Line naar Moorgate als deel van de Thameslink diensten rijden. In 2003 werd deze dienst beperkt tot spitstreinen en op 20 maart 2009 werd de Moorgate Line gesloten in verband met de perronverlenging in Farringdon.

### Crossrail
In het kader van de bouw van de Elizabeth Line is ten zuiden van het metrostation een nieuwe stationshal gebouwd aan de oostzijde van Moorfields. Deze hal is de westelijke toegang van station Liverpool Street waarvan de perrons onder Finsbury Circus liggen. 
Naast de toegang tot de perrons van de Elizabeth Line is er ook een overstaptunnel tussen de perrons van de Northern Line bij Moorgate en die van de Central Line bij Liverpool Street. De nieuwe toegang aan Moorfields is op 5 juli 2021 geopend, waardoor de perrons van de Circle-, Metropolitan- en Hammersmith and City -Line sindsdien ook rolstoeltoegankelijk zijn.

## Ligging en inrichting
Het station ligt tussen de parallelle straten Moorgate en Moorfields en heeft ingangen aan beide. De toegangen vanaf de straat geven toegang tot alle metro- en treindiensten op het station, er zijn drie verschillende niveaus:

### Niveau -1
De metrolijnen Circle, Hammersmith & City en Metropolitan gebruiken de sporen op 5 meter onder het maaiveld. De doorgaande sporen 1 en 2 lopen onder het stationsgebouw door, voor diensten uit het westen die eindigen bij Moorgate zijn twee kopsporen 3 en 4 beschikbaar. Nog verder naar het zuiden liggen de kopsporen 5 en 6 die vroeger het eindpunt vormden van de Moorgate Line van het nationale spoorwegnet. Deze worden sinds de beëindiging van de Thameslink diensten als opslag gebruikt en waren voorzien van 25 kV 50 Hz bovenleiding die werd gevoed via de York Electrical Control Room.

### Niveau -2
De treindiensten op de Northern City Line maken gebruik van de kopsporen 9 en 10. Deze diensten rijden via de East Coast Main Line naar Welwyn Garden City en naar Hertford North, Stevenage, Hitchin of Letchworth. Hierom maakt Moorgate deel uit van de Londense stationsgroep en zijn kaartjes  met de aanduiding "London Terminals" geldig voor ritten van en naar dit station. De treinen worden via de York Electrical Control Room gevoed met 750 V = via een derde rail. De blokbeveiliging is uitgerust met lichtseinen met mechanische ATB en wordt aangestuurd door de seinpost van Kings Cross. Ten zuiden van spoor 10 staat nog een Greathead boorschild dat werd geplaatst voor het boren van de verlenging naar Lothbury. Deze verlenging stond slechts kort in de plannen maar werd uiteindelijk niet gebouwd.

### Niveau -3
De Northern Line gebruikt de sporen 7 en 8 op 25 meter onder het maaiveld.

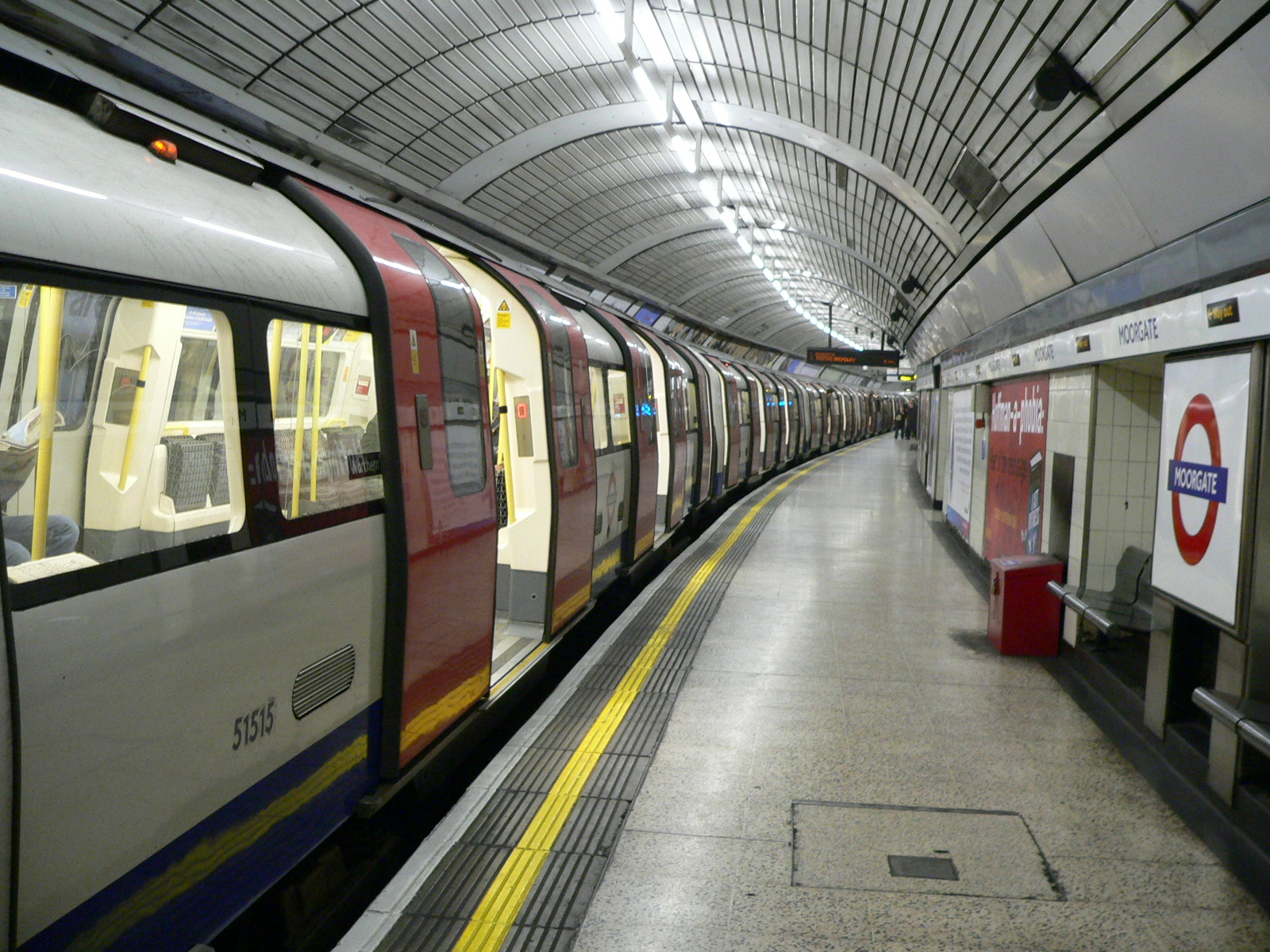
De Northern Line naar het zuiden.
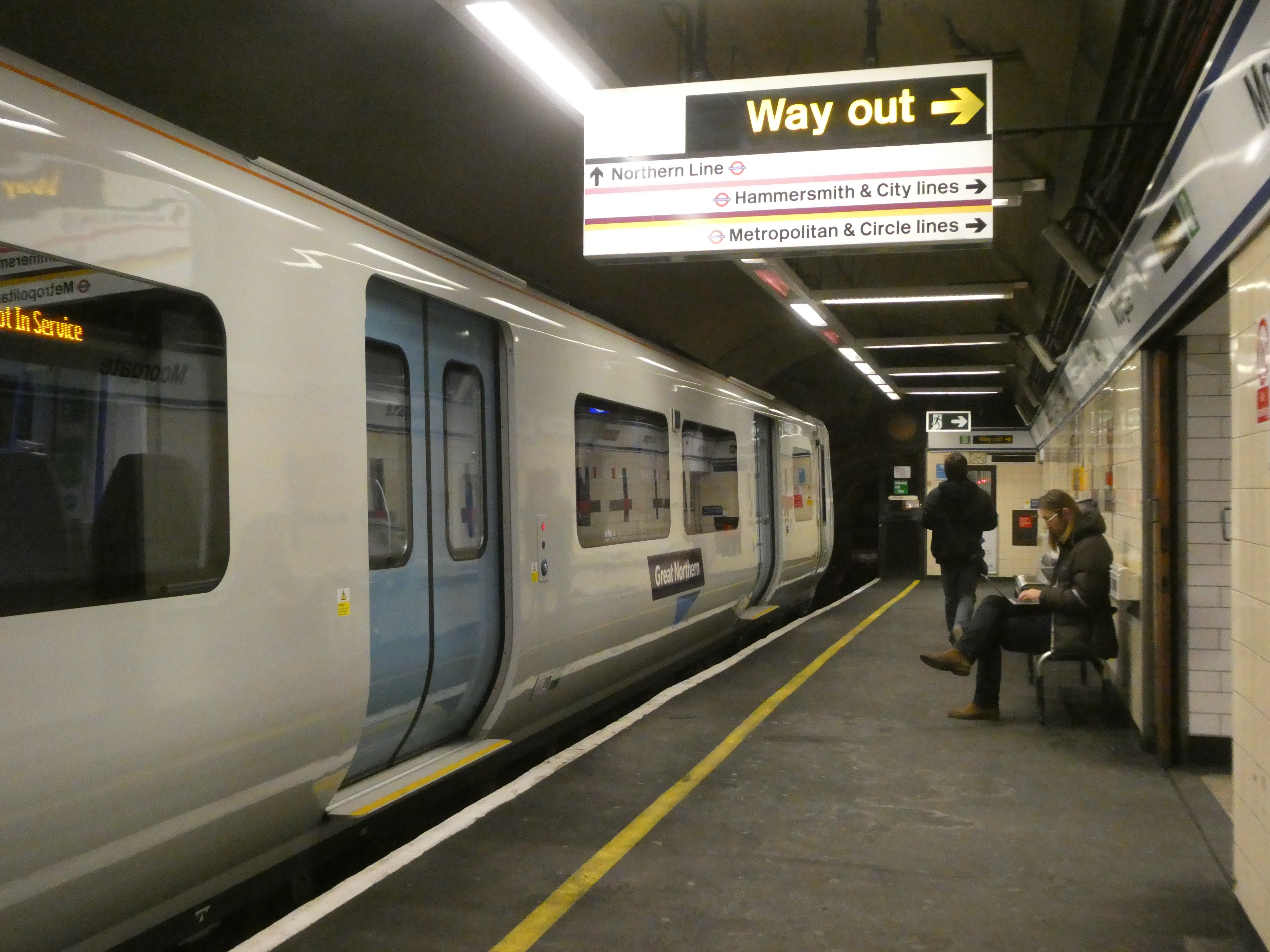
De voorstadsdienst van Great Northern.
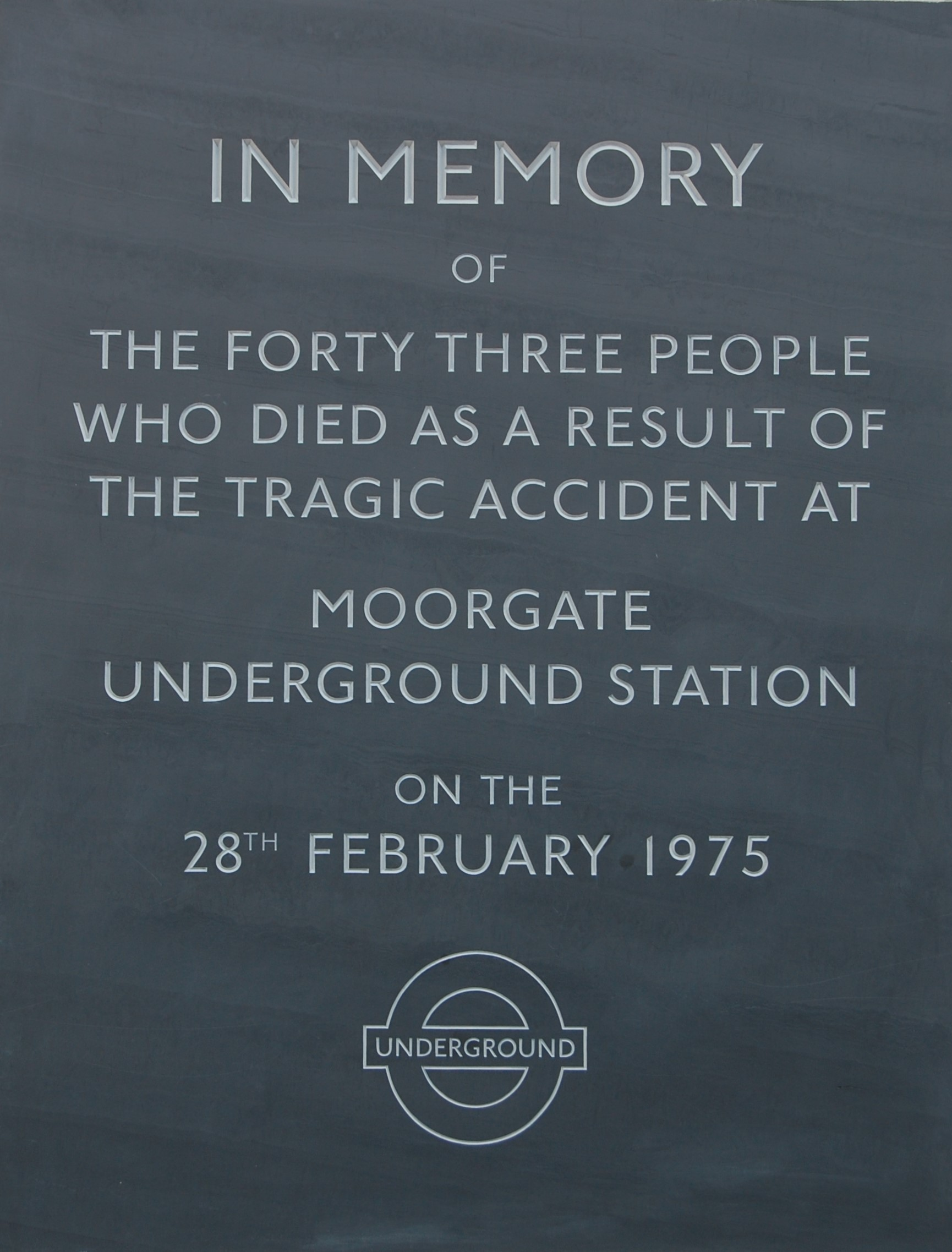
De herdenkingsplaat voor de metroramp in 1975.

## Ongevallen en incidenten
- Op 13 september 1905 ontspoorde een trein op het station. Er waren twee gewonden.
- Op 28 februari 1975 vond op station Moorgate een ernstig ongeluk plaats. Een trein van de Northern City Line, toen nog onderdeel van de metro van Londen, schoot bij het eindpunt door een stootblok en reed daarna in volle vaart de doodlopende tunnel in. Hierbij kwamen 43 mensen om en raakten er 74 gewond. Voor de oorzaak is nooit een afdoende verklaring gevonden.[6] Het ongeval had het hoogste dodental van de ondergrondse in vredestijd en wordt gezien als het ergste ooit op het Londense net. De metrodienst werd onmiddellijk opgeschort, vanaf 1 maart werd alleen gereden tussen Drayton Park en Old Street. Het wrak was op 6 maart geborgen en het station ging vier dagen later weer volledig open.

## Reizigersdienst
De lijnen Metropolitan, Hammersmith & City en Circle bedienen het station tussen Barbican in het westen en Liverpool Street in het oosten. Alle drie de lijnen delen hetzelfde paar sporen van Baker Street Junction naar Aldgate Junction.

### Circle Line
De normale dienst tijdens de daluren is:
- 6 metro's per uur met de klok mee via Liverpool Street en Tower Hill
- 6 metro's per uur tegen de klok in via Kings Cross St Pancras en Paddington

### Hammersmith en City Line
De normale dienst tijdens de daluren is:
- 6 metro's per uur in oostelijke richting naar Barking
- 6 metro's per uur westwaarts naar Hammersmith via Paddington

### Metropolitan Line
De Metropolitan Line is de enige lijn die sneldiensten vanaf Moorgate exploiteert, en dan alleen tijdens de spitsuren. De sneldiensten rijden non-stop tussen Wembley Park , Harrow-on-the-Hill en Moor Park, de semi-sneldiensten rijden non-stop tussen Wembley Park en Harrow-on-the-Hill.
De normale dienst tijdens de daluren is: 
- 12 metro's per uur in oostelijke richting naar Aldgate
- 2 metro's per uur westwaarts naar Amersham (alle stations)
- 2 metro's per uur westwaarts naar Chesham (alle stations)
- 8 metro's per uur Westbound naar Uxbridge (alle stations)

Daldiensten van/naar Watford eindigen in Baker Street.
De normale dienst tijdens de spitsuren is:
- 14 metro's per uur in oostelijke richting naar Aldgate
- 2 metro's per uur westwaarts naar Amersham (alleen snel in de avondspits)
- 2 metro's per uur westwaarts naar Chesham (alleen snel in de avondspits)
- 4 metro's per uur westwaarts naar Watford (alleen halfsnel in de avondspits)
- 6 metro's per uur Westbound naar Uxbridge (alle stations)

### Northern Line
De Northern Line bedient het station tussen Old Street in het noorden en Bank in het zuiden en maakt deel uit van de City-tak van de Northern Line via London Bridge.
De normale dienst tijdens de daluren is: 
- 10 metro's per uur in noordelijke richting naar Edgware
- 10 metro's per uur in noordelijke richting naar High Barnet
- 20 metro's per uur in zuidelijke richting naar Morden

De normale dienst tijdens de spitsuren is:
- 12 metro's per uur in noordelijke richting naar Edgware
- 12 metro's per uur in noordelijke richting naar High Barnet
- 24 metro's per uur in zuidelijke richting naar Morden

Voorheen eindigden een aantal diensten in de daluren in Colindale in het noorden en Tooting Broadway in het zuiden.

### Natonal Rail
De Northern City Line, voorheen onderdeel van de London Underground als eilandbedrijf tussen Moorgate en Finsbury Park, die als onderdeel van de Northern Line werd geëxploiteerd. De lijn maakt nu deel uit van de Great Northern Route (zelf onderdeel van de East Coast Main Line), de normale dienst vanaf Moorgate in de daluren van maandag tot vrijdag (allemaal geëxploiteerd door Great Northern) omvat:
- 4 treinen per uur naar Welwyn Garden City via Potters Bar
- 4 treinen per uur naar Hertford North waarvan er twee doorrijden tot Watton-at-Stone en één tot Stevenage.

Hammersmith · 
Goldhawk Road · 
Shepherd's Bush Market · 
Wood Lane · 
Latimer Road · 
Ladbroke Grove · 
Westbourne Park · 
Royal Oak · 
Paddington · 
Edgware Road · 
Baker Street · 
Great Portland Street · 
Euston Square · 
King's Cross St. Pancras · 
Farringdon · 
Barbican · 
Moorgate · 
Liverpool Street · 
Aldgate · 
Tower Hill · 
Monument · 
Cannon Street · 
Mansion House · 
Blackfriars · 
Temple · 
Embankment · 
Westminster · 
St. James's Park · 
Victoria · 
Sloane Square · 
South Kensington · 
Gloucester Road · 
High Street Kensington · 
Notting Hill Gate · 
Bayswater · 
Paddington · 
Edgware Road
Hammersmith · 
Goldhawk Road · 
Shepherd's Bush Market ·
Wood Lane · 
Latimer Road · 
Ladbroke Grove · 
Westbourne Park · 
Royal Oak · 
Paddington · 
Edgware Road · 
Baker Street · 
Great Portland Street · 
Euston Square · 
King's Cross St. Pancras · 
Farringdon · 
Barbican · 
Moorgate · 
Liverpool Street · 
Aldgate East · 
Whitechapel · 
Stepney Green · 
Mile End · 
Bow Road · 
Bromley-by-Bow · 
West Ham · 
Plaistow · 
Upton Park · 
East Ham · 
Barking